# Jerren Nixon
Jerren Kendall Nixon (né le 25 juin 1973 à Morvant à Trinité-et-Tobago) est un footballeur international trinidadien, qui évoluait au poste d'attaquant.

## Biographie

### Carrière en club
Avec le club de Saint-Gall, il joue deux matchs en Ligue des champions.

### Carrière en sélection
Avec l'équipe de Trinité-et-Tobago, il joue 38 matchs (pour 11 buts inscrits) entre 1993 et 2004[réf. nécessaire]. 
Il figure dans le groupe des sélectionnés lors des Gold Cup de 1998 et de 2000. Il atteint les demi-finales de cette compétition en 2000.
Il participe à la Coupe du monde des moins de 20 ans 1991 organisée au Portugal et joue 12 matchs comptant pour les tours préliminaires des coupes du monde, lors des éditions 1998, 2002 et 2006.

## Palmarès
| Dundee United - Coupe d'Écosse (1) : - Vainqueur : 1993-94. |  | North East Stars - Championnat de Trinité-et-Tobago (1) : - Champion : 2004. - Meilleur buteur : 2004 (31 buts). |